# 沙加2 秘宝传说
《沙加2 秘宝传说》是由史克威尔为Game Boy开发的电子角色扮演游戏，是沙加系列的第二部作品。系列于1990年在日本首发，并由史克威尔美国公司英文化，于1991年11月在北美发行，Sunsoft于1998年在北美再次发行游戏。如同其前作《魔界塔士 沙加》，因为最终幻想在西方的知名度，游戏在北美发行时再次冠以最终幻想之名。游戏依然由主设计师河津秋敏领导开发，而伊藤贤治和植松伸夫为游戏配乐。2009年，游戏任天堂DS重制版《沙加2秘宝传说 命运女神》的消息公布，重制版使用了三维图形、新的剧情元素，以及改编原声。
游戏设定于奇幻世界，玩家可以从八个不同种族和性别的角色中选择一名开始旅程，寻找离开已久的父亲，并发现“秘宝”——由神创造，拥有强大魔力的物质——之谜。《沙加2 秘宝传说》原版在全球主要获得好评，在日本杂志《Fami通》2006年的史上最佳游戏读者投票中排名94位。

## 游戏玩法
在《沙加2 秘宝传说》中，玩家控制至多四人的游戏队伍、穿行游戏世界、探索区域并和非玩家角色互动。游戏多数时间发生在城镇、城堡和山洞等区域。为了帮助在场景地图探索，游戏在城镇中设置了各种标记。玩家可以在战斗之外的任何时间地点选择存档，以供稍后再玩。
玩家可以通过世界地图在各个场景之间旅行，游戏各个世界的地图皆使用俯视视角。玩家可以在世界地图画面中自由穿行，唯会受到水域和山脉的等地形阻碍。游戏目标为在各世界中收集足够多的“秘宝”，以到达下个世界。游戏依然使用随机遇敌，在世界和场景地图中移动会不定期被遭遇战打断。

## 剧情
《沙加2 秘宝传说》围绕“秘宝”展开，秘宝是创造世界时古代神的遗产，一共77片。在游戏的开始，主角父亲在半夜将还是孩子的主角唤醒，并告诉他自己会离开一段时间。在走之前，他留给主角一块秘宝，并要主角保护好它，然后他从主角房间的窗户中出去了。几年之后主角长大了。他决定动身寻找父亲，在三个同伴的陪伴下，主角动身出发了。

## 开发
《沙加2 秘宝传说》由史克威尔在1990年开发。项目由参与一年前前作《魔界塔士 沙加》的河津秋敏和田中弘道领导。如同其前作，《沙加2 秘宝传说》将游戏难度设计为困难，并使用了河津所言，作为沙加和最终幻想系列主要区别的改进游戏系统。游戏音乐由最终幻想作曲者植松伸夫和伊藤贤治创作。1991年12月NTT出版发行的合辑原声《All Sounds of SaGa》，其中收录了包括本作在内前三部沙加游戏的音乐。专辑于2004年再版。
游戏由史克威尔美国本地化，并于1991年11月以“最终幻想传奇II”为名在北美发行，此举是为了让游戏和畅销的最终幻想品牌联系起来。因游戏受到欢迎，Sunsoft美国公司与史克威尔签订协议，获得前三部沙加游戏在北美的再发行权，并于1998年4月发行游戏。虽然广告称游戏兼容任天堂的Game Boy Color掌机，再发行版没有做出改进。

### 任天堂DS版
2009年1月日本杂志《少年Jump》公布《沙加2 秘宝传说》的任天堂DS重制版《沙加2秘宝传说 命运女神》的消息，称游戏正由河津开发监督，将使用全三维卡通渲染图形。在《Fami通》杂志的采访中，河津称他和团队在2002年重制WonderSwan Color版《魔界塔士 沙加》时就已有企划，他现在继续项目是因为他认为“时间合适”。之前曾参与《无尽沙加》的浅冈洋一单人项目监督，伊藤贤治改编了游戏游戏原声。负责史克威尔艾尼克斯《美妙世界》角色设计的小林元为游戏创作了新促销资料和角色设计图。
重制版在保留原版核心情节和游戏系统的基础上加入了新功能，并保留了Game Boy版由始到终“十多小时”游戏时间的设计。河津认为该时间很适合掌机角色扮演游戏，并称“这是在便携式系统上，为此我认为，它最好不是你必须坐下来连续玩几个小时结束的游戏，而是用每次小块的时间来享受的东西”。和Game Boy版不同，任天堂DS版的战斗不再随机发生，而是改为沙加系列后期作品中，敌人出现在场景地图，和玩家接触后战斗的形式。在原版中角色能力值增长量随机变化很大。而重制版形式则“更为透明”，每个角色都有了定义更明确的成长表。新的多人头目竞技场至多允许四名玩家和游戏中的头目战斗，以赢取各种稀有道具。游戏于2009年发行，是逢沙加系列20周年纪念，游戏亦有和限量版任天堂DSi同捆发行。

## 评价
Game Boy版《沙加2 秘宝传说》截至2009年1月在日本售出85万份。在2006年3月《Fami通》杂志“史上最佳100”游戏读者票选中，游戏位列94名。
游戏自发行以来在北美通常获得好评。《任天堂力量》认为游戏胜过前作，称其“比史克威尔首部Game Boy RPG更长更有分量”。杂志还认为对用户游戏更友好，称其“包括令PRG狂热者和新手都能愉快游戏的功能”，但认为其游戏控制是主要欠缺。在任天堂力量年度奖中，《沙加2 秘宝传说》获得1991年“最具挑战性Game Boy游戏”提名。在1998年在发行版的评论中，IGN称游戏和现实的角色扮演作品相比过了年纪，并称“对今天的FMV和多边形图形厌倦的游戏者，应该很难被使用单纯子图形角色的游戏吸引”。除去游戏的古老，网站依然认为游戏使用了“极佳角色发展、惊人配乐与坚实的角色扮演游戏引擎”，并称其为“目前”最棒的沙加游戏。在GameRankings收集的两个评价中，游戏得到90%的汇总分数。
GameDaily将作品明确定义为Game Boy最终幻想游戏，并称游戏提供了“数小时的角色扮演刺激，无论你是在牙医诊所等待，还是在去祖母家的路上”。游戏杂志《电子游戏月刊》和《Pocket Games》表达了相同情感，后者还将游戏列为最佳50 Game Boy游戏的第8名。

日本《周刊Fami通》杂志给任天堂DS重制版打出31/40。游戏在截至2009年10月售出14.6万份。